# Carlinhos Brown
Carlinhos Brown és el nom artístic d'Antonio Carlos Santos de Freitas (Salvador de Bahia, 23 de novembre de 1962), cantant, percussionista, compositor, productor i agitador cultural brasiler.

## Biografia

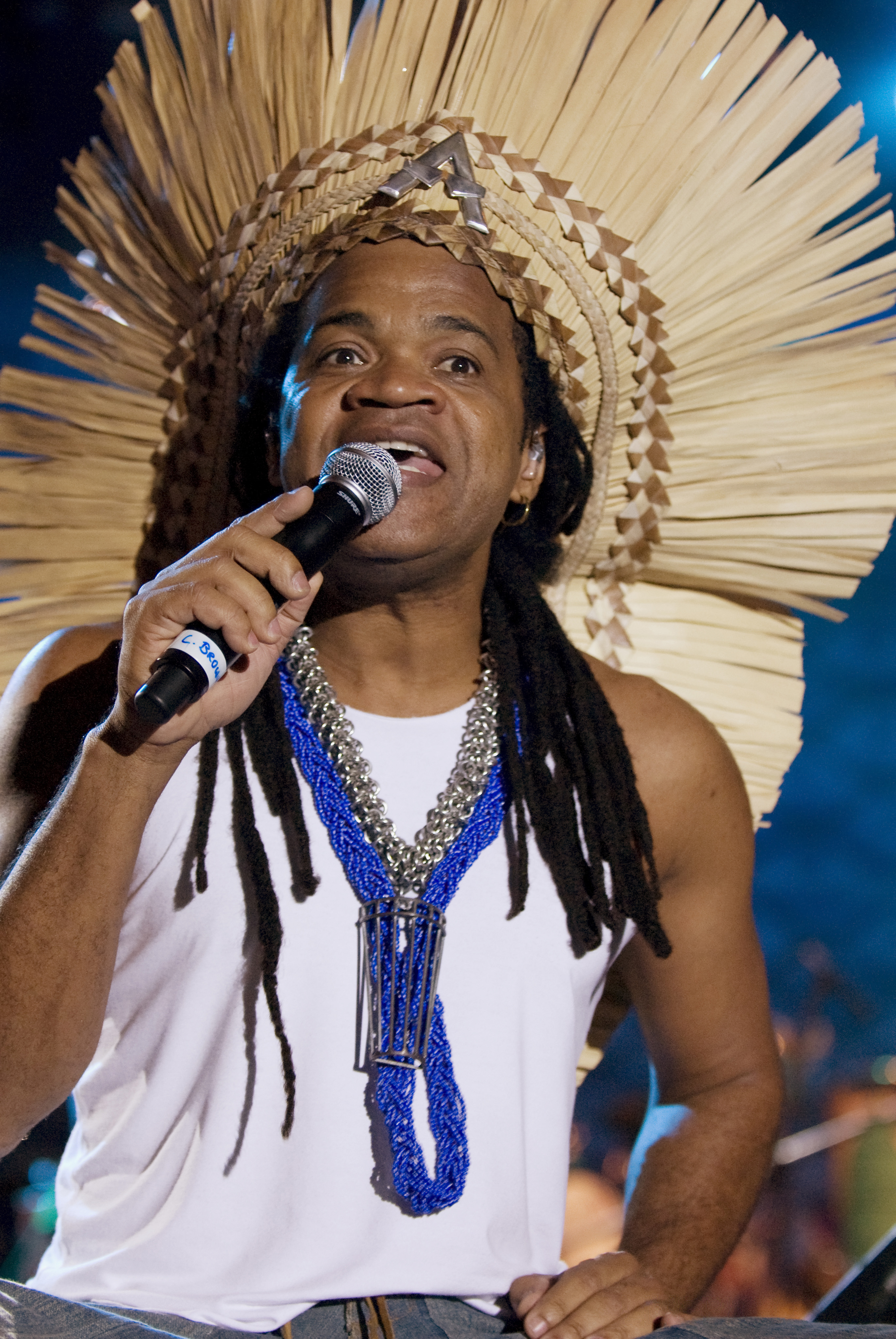
Carlinhos Brown en una actuació el 2007.

El seu nom artístic és un homenatge a James Brown i H. Rap Brown, líders de la música negra de la dècada del 1970, ídols del funk i de la música soul.
Va començar aprenent a tocar la pandereta i, progressivament, va anar dominant tots els instruments de percussió.
Carlinhos es va convertir en un dels instrumentistes més sol·licitats de Bahia a l'inici de la dècada del 1980. El 1984 va tocar a la banda Acordes Verdes, de Luiz Caldas. Fou un dels creadors del gènere samba-reggae i, el 1985, va formar part de la banda de Caetano Veloso al disc Estrangeiro. En aquesta participació, la seva composició Meia Lua Inteira va tenir molt d'èxit al Brasil i a l'estranger. També l'any 1985, Luiz Caldas va gravar Visão de Cíclope, primera composició de Carlinhos Brown i un dels èxits més escoltats a les emissores de ràdio de Salvador de Bahia.
Ben aviat sorgiran Remexer, O Côco i É Difícil, composicions seves interpretades per altres artistes, que li valdran el trofeu Caymmi, un dels més importants de música baiana. Participà també en gires mundials amb João Gilberto, Djavan i João Bosco.
A la dècada del 1990 es va projectar nacionalment i internacional com a líder del grup Timbalada. Aquesta banda va reunir més de 100 percussionistes i cantants, anomenats els timbaleiros, i la majoria eren joves pobres del barri de Candeal, on va néixer el compositor.
Va gravar vuit cds i va fer per diversos països del món. El 1993 va ser nomenat per la revista Billboard Magazine com el "millor productor d'enregistraments de l'Amèrica Llatina".
Després de l'èxit de Timbalada, el 1996 de gravar un disc en solitari Alfagamabetizado, on canta, n'és el compositor i qui toca tots els instruments. A aquest disc el seguiren Omelete Man i un tercer enregistrament, Bahia do Mundo, Mito e Verdade.
El 2002 va tenir un gran èxit de públic cantant amb Arnaldo Antunes i Marisa Monte amb Os Tribalistas. El senzill "Já sei namorar" va ser número 1 a les principals emissores de ràdio del Brasil. El segon senzill de l'àlbum, "Velha Infância", es va convertir en banda sonora d'una telenovel·la de la cadena Rede Globo. El 2003 Os Tribalistas van guanyar el premi de millor àlbum, millor DVD i millor cançó amb "Já sei Namorar", al Multishow de Música Brasilera. Tribalistas es van reunir en 2016 i van publicar un segon disc en 2017, estant en actiu fins al 2019.
El 2004 va participar al Fòrum Internacional de les Cultures amb la seva Caravanola, la participació del qual va ser la fita mes rellevant de la celebració de Barcelona amb l'intent d'organitzar grans esdeveniments alternatius arreu de món

## Discografia
- Alfagamabetizado (1996)
- Omelete Man (1998)
- Bahia do Mundo, Mito e Verdade (2001)
- Para Sempre (2002)
- Tribalistas (CD i DVD) (2002)
- Carlinhos Brown é Carlito Marrón (2003)
- Candyall Beat (2004)
- A gente ainda não sonhou (2007)
- Adobró (Candyall Music/Sony Music, 2010)
- Diminuto (Candyall Music/Sony Music, 2010)
- Mixturada Brasileira (Candyall Music/Sony Music, 2012)
- Marabô (Candyall Music, 2014)
- Vibraaasil Beats Celebration (Candyall Music, 2014)
- Sarau du Brown - Ritual Beat System (Candyall Music, 2015)
- Artefireaccua - Incinerando o Inferno (Candyall Music, 2016)
- Semelhantes  (Candyall Music, 2017)